# Neustadt (Dosse)
Neustadt (Dosse), Neustadt an der Dosse, är en stad i Tyskland, belägen i Landkreis Ostprignitz-Ruppin i förbundslandet Brandenburg, 76 km nordväst om Berlin. Tillsammans med kommunerna Breddin, Dreetz, Sieversdorf-Hohenofen, Stüdenitz-Schönermark och Zernitz-Lohm utgör den kommunalförbundet Amt Neustadt (Dosse), där Neustadt är administrativ huvudort.
Neustadt är främst känt för sitt stuteri, grundat 1788, och som centrum för ridsport i Brandenburg.  I marknadsföringssammanhang kallas staden därför även Stadt der Pferde (hästarnas stad).

## Kommunikationer
Förbundsvägen B 102 (Wusterhausen/Dosse - Luckau) löper genom stadskärnan. Strax öster om staden passerar även förbundsvägarna B 5 (Böglum - Frankfurt (Oder) och B 167 (Wusterhausen/Dosse - Lebus).

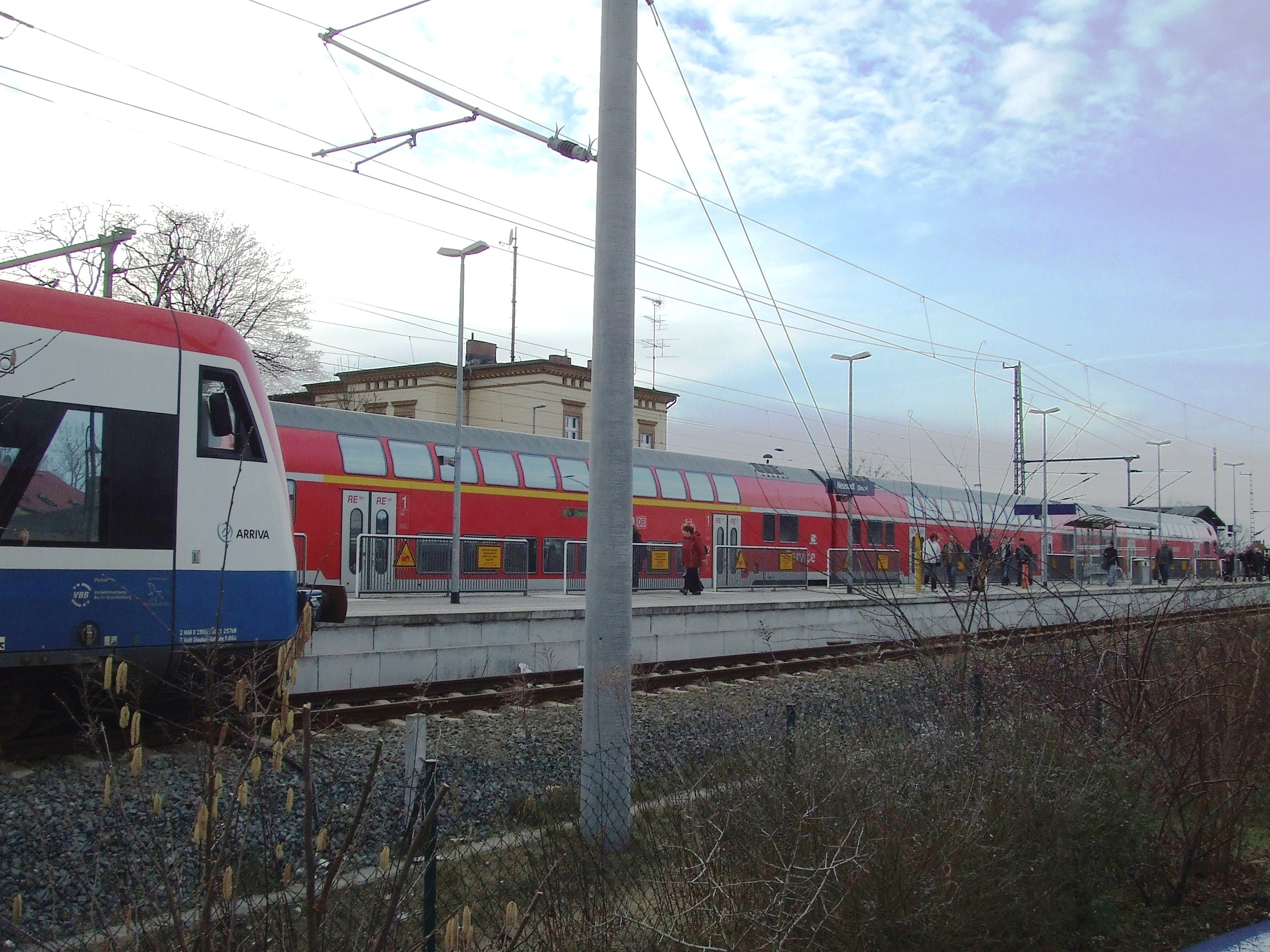
Regionaltåg vid Neustadts station

Neustadt har en station på järnvägen Berlin - Hamburg, där regionaltåg på regionalexpresslinjen RE2 (Berlin - Ludwigslust - Schwerin - Wismar) stannar. Från Neustadt utgår dessutom regionaltåg mot Pritzwalk via Kyritz.